# Quito-Arma (distrito)
Quito-Arma é um distrito do Peru, departamento de Huancavelica, localizada na província de Huaytará.

## Transporte
O distrito de Quito Arma é servido pela seguinte rodovia:
- PE-28A, que liga o distrito de Ayacucho (Região de Ayacucho) à cidade de San Clemente (Região de Ica)  [1][2][3]